# Leprechaun 2
Série
Leprechaun
(1993) Leprechaun 3
(1995)
Pour plus de détails, voir Fiche technique et Distribution.
Leprechaun 2 ou  La Fiancée de Leprechaun ou L’Abominable Lutin 2 au Québec est un film américain réalisé par Rodman Flender, sorti en 1994. Il s'agit du deuxième film de la série Leprechaun.

## Synopsis
Le 17 mars 994, jour de la Saint Patrick, est le jour de l'anniversaire du Leprechaun. C'est aussi le seul jour où il peut prendre femme, ce qu'il compte bien faire pour fêter ses mille ans. Il souhaite se marier avec la fille de William O'Queen (nommée O'Day dans la version originale), un homme qui a tenté de voler son chaudron d'or. Mais William O'Queen réussit à déjouer le sortilège du leprechaun et empêche le mariage de sa fille. La créature maléfique lance alors une malédiction sur toute la descendance d'O'Queen. Mille ans plus tard, le 17 mars 1994, le leprechaun revient pour épouser Bridget, la descendante de William. Mais son petit ami Cody et son oncle Morty, habitués du surnaturel et organisateurs d'un circuit touristique de lieux hantés, feront tout pour empêcher ce mariage et vaincre le leprechaun.

## Fiche technique
- Titre original : Leprechaun 2
- Titre français : Leprechaun 2 ou La Fiancée de Leprechaun
- Titre québécois : L'Abominable Lutin 2
- Réalisation : Rodman Flender
- Scénario : Tury Meyer et Al Septien, d'après les personnages créés par Mark Jones
- Images : Jane Castle
- Effets spéciaux : Paulo Mazzucato
- Musique : Jonathan Elias
- Production : Donald P. Borchers (en) pour Trimark Pictures
- Pays de production :  États-Unis
- Format : Couleurs - 1,85:1 - son Dolby -  35 mm
- Genre : Comédie horrifique et fantastique
- Durée : 85 min
- Date de sortie : 
  - États-Unis : 8 avril 1994
- interdit aux moins de 12 ans

## Distribution
- Warwick Davis : Leprechaun
- Charlie Heath (VF : Mathias Kozlowski) : Cody
- Shevonne Durkin (VF: Anneliese Fromont ): Bridget / La fille de William
- Sandy Baron (VF : Michel Fortin) : Morty
- Adam Biesk (VF : Cédric Dumond) : Ian
- James Lancaster (VF : Renaud Marx) : William O'Day
- Clint Howard (VF: Philippe Roullier): le touriste
- Kimmy Robertson : la femme du touriste
- Michael McDonald (VF : Bernard Alane) : le serveur
- Andrew Craig (VF : Patrick Messe) : le père du Midwest
- Billy Beck : le clochard
- Al White (VF : Bruno Dubernat) : le sergent au bureau de police
- Tony Cox (VF : Michel Mella) : le lutin afro-américain du bar

## Autour du film
- Le film n'est pas une suite directe du premier volet car il n'en reprend aucun personnage ou évènement.